# Andrey Abduvaliyev
Andreï Hakimovich Abduvaliev (Russe : Андрей Хакимович Абдувалиев), né le 30 juin 1966 à Leningrad, est un athlète soviétique, tadjik, puis ouzbek, spécialiste du lancer du marteau. 
Champion olympique en 1992 et champion du monde en 1993 et 1995, il est le seul athlète ouzbek à avoir remporté un titre mondial ou olympique.

## Biographie
Andreï Abduvaliev participe aux Jeux olympiques d'été de 1992 sous les couleurs de l'Équipe unifiée des anciennes Républiques socialistes soviétiques. Il remporte le concours du lancer du marteau avec un jet à 82,54 m. L'année suivante, après la dissolution de l'URSS, il choisit de s'aligner dans les grands championnats sous la bannière du Tadjikistan. Il remporte la finale des Championnats du monde 1993 de Stuttgart en lançant le marteau à 81,64 m, et parvient à conserver son titre, deux ans plus tard, aux Mondiaux de Göteborg (81,56 m en finale). La même année, il s'impose lors des Jeux Centrasiatiques.
En 1997, Abduvaliev décide de changer de nationalité et de concourir pour l'Ouzbékistan. Il devient ainsi l'un des rares athlètes à avoir disputé des compétitions sous les couleurs de trois nations différentes. En tant qu'Ouzbek, il remporte les Championnats d'Asie d'athlétisme de 1998, et termine la même année deuxième des Jeux asiatiques. Il participe aux Jeux olympiques d'été de 2000.
Son record personnel, réalisé en 1990, est de 83,46 m.

## Palmarès

### Jeux olympiques
- Jeux olympiques d'été de 1992 à Barcelone :
  -  Médaille d'or du lancer du marteau.

### Championnats du monde
- Championnats du monde d'athlétisme 1993 à Stuttgart :
  -  Médaille d'or du lancer du marteau
- Championnats du monde d'athlétisme 1995 à Göteborg :
  -  Médaille d'or du lancer du marteau